# Parmoptila jamesoni
A Parmoptila jamesoni a madarak osztályának a verébalakúak (Passeriformes) rendjébe, ezen belül a díszpintyfélék (Estrildidae) családjába tartozó faj.

## Rendszerezése
A fajt George Ernest Shelley angol ornitológus írta le 1890-ben, a Pholidornis nembe Pholidornis jamesoni néven. Szerepelt a vöröshomlokú hangyászpinty (Parmoptila rubrifrons) alfajaként Parmoptila rubrifrons jamesoni néven is. Tudományos faji nevét James Sligo Jameson ír származású brit felfedező és természettudós tiszteletére kapta.

## Előfordulása
Afrika középső részén, a Kongói Demokratikus Köztársaság, Tanzánia és Uganda területén honos. Természetes élőhelyei a szubtrópusi és trópusi síkvidéki esőerdők, mocsarak, tavak, folyók és patakok környékén. Állandó, nem vonuló faj.

## Megjelenése
Testhossza 11 centiméter, testtömege 9.5 gramm.
|  |

## Életmódja
Főleg kisebb rovarokkal táplálkozik, de fogyaszt magvakat is.

## Természetvédelmi helyzete
Az elterjedési területe nagy, egyedszáma stabil. A Természetvédelmi Világszövetség Vörös listáján nem fenyegetett fajként szerepel.